# Abdij Gutenzell
De abdij Gutenzell was een tot de Zwabische Kreits behorende abdij binnen het Heilige Roomse Rijk, gelegen in de huidige Baden-Württembergse gemeente Gutenzell-Hürbel.
Voor 1237 werd het Cisterciënzerinnen klooster Godenzella (Cella Dei) gesticht. Als tweede stichter gelden de graven van Aichheim omdat ze het klooster na de brand van 1369 krachtig ondersteunden.
Het geestelijk toezicht werd tot 1753 door de abt van Salem gevoerd, daarna door de abt van Kaisheim.
Omdat er zich in de late middeleeuwen geen sterke territoriale macht in de omgeving ontwikkelde, kon het klooster vrij van een voogd blijven. In 1473 werd een eigen jurisdictie verkregen. In 1562 werd de abdis toegelaten tot het College van Zwabische Rijksprelaten in de Rijksdag, waar ze meestal door de abt van Salem werd vertegenwoordigd.
In de loop der tijd verwierf de abdij de landshoogheid over elf dorpen.  Na de Dertigjarige Oorlog moet de abdis met twee zusters opnieuw beginnen.
Paragraaf 24 van de Reichsdeputationshauptschluss van 25 februari 1803 gaf aan de graaf van Törring voor het verlies van Gronsveld de abdij Gutzenzell.
Artikel 24 van de Rijnbondakte van 12 juli 1806 stelde het graafschap Gutenzell onder de soevereiniteit van het koninkrijk Württemberg: de mediatisering.